# Verlagslektor
Ein Verlagslektor (lateinisch lector ‚Leser‘), meist nur Lektor genannt, ist ein in der Verlagsbranche tätiger Mitarbeiter zur Auswahl, Korrektur und Bewertung von Manuskripten.
Die Berufsbezeichnung und der Zugang zum Beruf sind frei, eine geregelte Ausbildung oder ein Studium gibt es nicht. Lektoren haben oft ein geisteswissenschaftliches Studium absolviert, meist Germanistik, Anglistik und Sprachwissenschaften. Bei Musikverlagen liegt auch ein Studium der Musikwissenschaft nahe.
Lektoren in Fach- oder Wissenschaftsverlagen haben meist ein Studium in dem von ihnen betreuten Fachgebiet abgeschlossen. Der Weg in Buchverlage führt oft über ein Verlagsvolontariat.
Die Verlagsabteilung, der Lektoren meist zugeordnet sind, heißt Lektorat.
Lektoren arbeiten nicht nur für Buchverlage, sondern beispielsweise auch für PR- und Werbeagenturen oder für öffentliche Einrichtungen. Im sogenannten Außenlektorat Tätige sind Freischaffende und werden in der Regel als freie Lektoren bezeichnet. Zwischen fest angestelltem und freiem Lektor anzusiedeln ist ein fester Freier, ein Freiberufler, der nur für einen einzigen Verlag arbeitet.

## Tätigkeiten
Neben der Auswahl, Korrektur und Bewertung von Manuskripten gehören zu den weiteren Aufgaben eines Verlagslektors:
- das Suchen nach geeigneten Autoren und Manuskripten für die Planungsvorhaben des Verlagsprogramms;
- das Vorschlagen von Manuskripten zur Übernahme ins Verlagsprogramm;
- das redaktionelle Aufbereiten von Manuskripten in Zusammenarbeit mit dem Autor (Redigieren);
- das Begleiten des fertigen Manuskripts über die Druckreife bis zur Veröffentlichung;
- das Koordinieren der Marketingaktivitäten in Zusammenarbeit mit der Werbeabteilung (meist entwirft der Lektor Werbe- und Klappentexte);
- das Betreuen von Verlagsautoren seines Zuständigkeitsbereichs, auch unabhängig vom Einzelprojekt (Vermittlerrolle).

Die Aufgaben eines Lektors überschneiden sich sowohl mit denen des Redakteurs (Redigieren) als auch mit denen des Korrektors und gehen weiter als diese.
Die Tätigkeiten gegeneinander scharf abzugrenzen ist nicht möglich, sie sind allenfalls historisch verständlich.
Der Einfluss der sich schnell entwickelnden Informations- und Datenverarbeitung verändert diese Berufsfelder seit Jahrzehnten.
Je nach Medium (Buch, Zeitung, Zeitschrift, Internet …) wird der Aufgabenbereich von Lektor, Redakteur und Korrektor unterschiedlich zugeschnitten.
Auch unterscheiden sich die Tätigkeiten je nach Verlagstyp: Publikumsverlag (belletristischer Verlag, Sachbuchverlag, Ratgeberverlag), Fachverlag und Wissenschaftsverlag.
Lektoren prägen das Verlagsprogramm mit ihrem persönlichen Profil mitunter sogar so stark, dass sich Autoren ihnen zuweilen anschließen, wenn sie den Verlag wechseln.
Die reine Textarbeit übernehmen häufig freie Mitarbeiter; besonders Lektoren, die für Literaturzeitschriften und Literaturverlage tätig sind, stehen in einem gering entlohnten, prekären Arbeitsverhältnis.
Seit den 1970er-Jahren hat sich das Tätigkeitsfeld des Verlagslektors um Aufgaben der zielgruppen- und marktorientierten Entwicklung des Verlagsprogramms (Produktmanagement) erweitert; diese Erweiterung zeigt sich in Stellenbezeichnungen wie Produktmanager oder Programmplaner.